# Annabeth Chase
Annabeth Chase is een belangrijk personage in de reeks Percy Jackson en de Olympiërs. Ze is ook een van de hoofdpersonages uit de vervolgseries, allen geschreven door Rick Riordan. Annabeth is een dochter van Athena de Griekse godin van de wijsheid.

## Beschrijving van het personage
Annabeth Chase is een halfgod; ze is namelijk de dochter van de Griekse godin Athena. Daardoor is ze slim en heel goed in plannen maken en samen met haar vrienden in leven te blijven.
Annabeth heeft in De bliksemdief de film bruin haar en blauwe ogen en in De zee van monsters de film blonde krullen en stormgrijze ogen en in alle beide delen draagt ze vaak een oranje T-shirt van Kamp Halfbloed en een bandana. Ze heeft van haar moeder Athena een magische honkbalpet gekregen die haar onzichtbaar maakt als ze hem opzet. In de boeken heeft ze blonde krullen met grijze ogen. In de serie heeft ze bruin haar en bruine ogen.

## Relatie met Percy
In de strijd om het labyrint kust ze Percy voor het eerst in het volgende boek worden ze een officieel stel. In De verloren held komen we er achter dat Percy vermist is en Annabeth naar hem op zoek is. In het teken van Athena komen ze weer bij elkaar. 

## Boeken met Annabeth Chase als personage

#### Percy Jackson en de Olympiërs
- De bliksemdief
- De zee van monsters
- De vloek van de titaan
- De strijd om het labyrint
- De laatste olympiër

#### De helden van Olympus
- De verloren held
- De zoon van Neptunus
- Het teken van Athena
- Het huis van Hades
- Het bloed van Olympus

#### Magnus Chase en de goden van Asgard
- Het verdoemde zwaard
- De hamer van Thor
- Het schip der doden